# Estola obscurella
Estola obscurella là một loài bọ cánh cứng trong họ Cerambycidae.